# 25539 Roberthelm
25539 Roberthelm è un asteroide della fascia principale. Scoperto nel 1999, presenta un'orbita caratterizzata da un semiasse maggiore pari a 2,6988901 UA e da un'eccentricità di 0,0340920, inclinata di 6,18211° rispetto all'eclittica.